# Articulación pivotante
En anatomía animal, una articulación pivotante (articulación trocoide, articulación rotatoria o ginglión lateral) es un tipo de articulación sinovial cuyo eje de movimiento es paralelo al eje largo del hueso proximal, que suele tener una superficie articular convexa.
Según un sistema de clasificación, una articulación pivotante, al igual que la otra articulación sinovial -la articulación en bisagra-, tiene un grado de libertad. Obsérvese que los grados de libertad de una articulación no es lo mismo que la amplitud de movimiento de la misma. 

## Movimientos
Las articulaciones pivotantes permiten la rotación, que puede ser externa (por ejemplo, cuando se rota un brazo hacia fuera) o interna (como cuando se rota un brazo hacia dentro). Cuando se rota el antebrazo, estos movimientos se denominan normalmente pronación y supinación. En la posición anatómica estándar, los antebrazos están en supinación, lo que significa que las palmas de las manos están orientadas hacia delante y los pulgares apuntan hacia fuera del cuerpo. Por el contrario, un antebrazo en pronación tendría la palma hacia atrás y el pulgar estaría más cerca del cuerpo, apuntando medialmente. 

## Ejemplos
Algunos ejemplos de articulación pivotante son
- Articulación radiocubital proximal
- Articulación radioulnar distal
- Articulación atlanto-axial mediana

En cambio, las articulaciones esféricas (o enartrosis), como la articulación de la cadera, permiten la rotación y todos los demás movimientos direccionales, mientras que las articulaciones pivotantes sólo permiten la rotación.